# Belgische waterpoloploeg (vrouwen)
De Belgische waterpoloploeg voor vrouwen is het nationale team van vrouwelijke waterpolospelers dat België vertegenwoordigt in internationale wedstrijden. De nationale ploeg wist zich, in tegenstelling tot de mannen, nog nooit te plaatsen voor de Olympische Spelen.

## Wereldkampioenschap
| Jaar | Plaats        | WG            | W             | G             | V             | DV            | DT            |
| ---- | ------------- | ------------- | ------------- | ------------- | ------------- | ------------- | ------------- |
| 1986 | 7             | 6             | 2             | 0             | 4             | 45            | 73            |
| 1991 | Geen deelname | Geen deelname | Geen deelname | Geen deelname | Geen deelname | Geen deelname | Geen deelname |
| 1994 | Geen deelname | Geen deelname | Geen deelname | Geen deelname | Geen deelname | Geen deelname | Geen deelname |
| 1998 | Geen deelname | Geen deelname | Geen deelname | Geen deelname | Geen deelname | Geen deelname | Geen deelname |
| 2001 | Geen deelname | Geen deelname | Geen deelname | Geen deelname | Geen deelname | Geen deelname | Geen deelname |
| 2003 | Geen deelname | Geen deelname | Geen deelname | Geen deelname | Geen deelname | Geen deelname | Geen deelname |
| 2005 | Geen deelname | Geen deelname | Geen deelname | Geen deelname | Geen deelname | Geen deelname | Geen deelname |

| Jaar   | Plaats        | WG            | W             | G             | V             | DV            | DT            |
| ------ | ------------- | ------------- | ------------- | ------------- | ------------- | ------------- | ------------- |
| 2007   | Geen deelname | Geen deelname | Geen deelname | Geen deelname | Geen deelname | Geen deelname | Geen deelname |
| 2009   | Geen deelname | Geen deelname | Geen deelname | Geen deelname | Geen deelname | Geen deelname | Geen deelname |
| 2011   | Geen deelname | Geen deelname | Geen deelname | Geen deelname | Geen deelname | Geen deelname | Geen deelname |
| 2013   | Geen deelname | Geen deelname | Geen deelname | Geen deelname | Geen deelname | Geen deelname | Geen deelname |
| 2015   | Geen deelname | Geen deelname | Geen deelname | Geen deelname | Geen deelname | Geen deelname | Geen deelname |
| 2017   | Geen deelname | Geen deelname | Geen deelname | Geen deelname | Geen deelname | Geen deelname | Geen deelname |
| Totaal | 1/13          | 6             | 2             | 0             | 4             | 45            | 73            |

## Europees kampioenschap
| Jaar | Plaats        | WG            | W             | G             | V             | DV            | DT            |
| ---- | ------------- | ------------- | ------------- | ------------- | ------------- | ------------- | ------------- |
| 1985 | 5             | 7             | 3             | 1             | 3             | 58            | 59            |
| 1987 | 6             | 6             | 1             | 0             | 5             | 36            | 82            |
| 1989 | 9             | 4             | 0             | 0             | 4             | 20            | 54            |
| 1991 | Geen deelname | Geen deelname | Geen deelname | Geen deelname | Geen deelname | Geen deelname | Geen deelname |
| 1993 | Geen deelname | Geen deelname | Geen deelname | Geen deelname | Geen deelname | Geen deelname | Geen deelname |
| 1995 | Geen deelname | Geen deelname | Geen deelname | Geen deelname | Geen deelname | Geen deelname | Geen deelname |
| 1997 | Geen deelname | Geen deelname | Geen deelname | Geen deelname | Geen deelname | Geen deelname | Geen deelname |
| 1999 | Geen deelname | Geen deelname | Geen deelname | Geen deelname | Geen deelname | Geen deelname | Geen deelname |
| 2001 | Geen deelname | Geen deelname | Geen deelname | Geen deelname | Geen deelname | Geen deelname | Geen deelname |

| Jaar   | Plaats        | WG            | W             | G             | V             | DV            | DT            |
| ------ | ------------- | ------------- | ------------- | ------------- | ------------- | ------------- | ------------- |
| 2003   | Geen deelname | Geen deelname | Geen deelname | Geen deelname | Geen deelname | Geen deelname | Geen deelname |
| 2006   | Geen deelname | Geen deelname | Geen deelname | Geen deelname | Geen deelname | Geen deelname | Geen deelname |
| 2008   | Geen deelname | Geen deelname | Geen deelname | Geen deelname | Geen deelname | Geen deelname | Geen deelname |
| 2010   | Geen deelname | Geen deelname | Geen deelname | Geen deelname | Geen deelname | Geen deelname | Geen deelname |
| 2012   | Geen deelname | Geen deelname | Geen deelname | Geen deelname | Geen deelname | Geen deelname | Geen deelname |
| 2014   | Geen deelname | Geen deelname | Geen deelname | Geen deelname | Geen deelname | Geen deelname | Geen deelname |
| 2016   | Geen deelname | Geen deelname | Geen deelname | Geen deelname | Geen deelname | Geen deelname | Geen deelname |
| 2018   | Geen deelname | Geen deelname | Geen deelname | Geen deelname | Geen deelname | Geen deelname | Geen deelname |
| Totaal | 3/17          | 17            | 4             | 1             | 12            | 114           | 195           |

Biografieën Belgische waterpoloërs · Clubs
Basketbal (mannen · vrouwen) · Basketbal 3x3 (mannen · vrouwen) · Cricket (mannen · vrouwen) · Curling (gemengd · gemengddubbel · mannen · vrouwen) · Handbal (mannen · vrouwen) · Hockey (mannen · vrouwen) · Honkbal (mannen) · IJshockey (mannen · vrouwen) · Korfbal (gemengd) · Rugby (mannen · vrouwen) · Softbal (mannen · vrouwen) · Strandvoetbal (mannen · vrouwen) · Tennis (mannen · vrouwen) · Touwtrekken (mannen · vrouwen) · Voetbal (mannen · vrouwen) · Volleybal (mannen · vrouwen) · Waterpolo (mannen · vrouwen) · Zaalhockey (mannen · vrouwen) · Zaalvoetbal (mannen · vrouwen)